# Sodomie dans la jurisprudence islamique

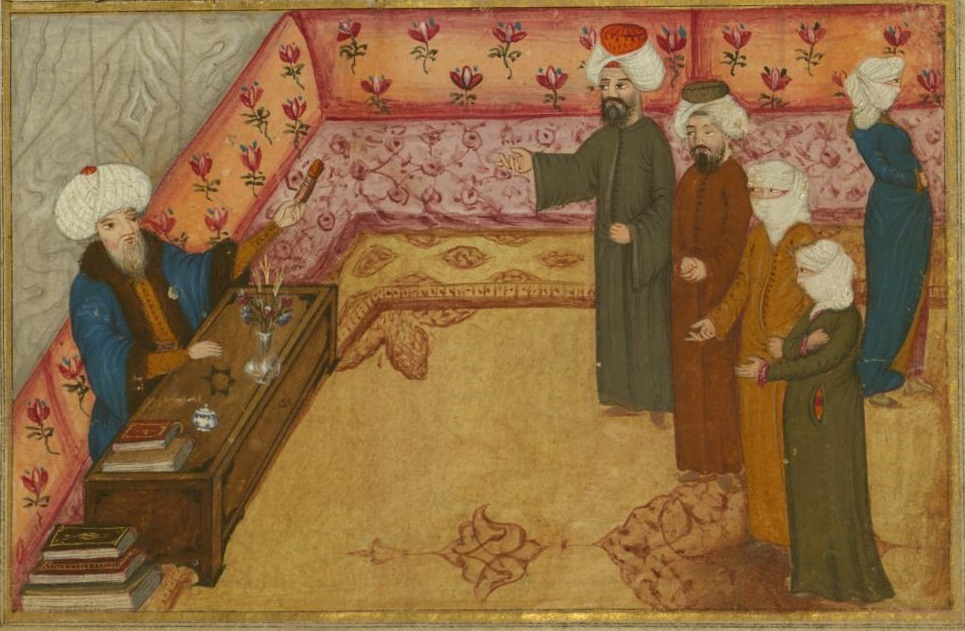
Miniature dans un ouvrage de montrant une consultation d'un jurisconsulte sur des questions de sexualité.

Dans la jurisprudence islamique, la sodomie – appelée liwāṭ par référence à Loth – est généralement considérée comme une turpitude, c'est-à-dire une mauvaise chose, sur le fondement de quelques propos traditionnellement attribués à Mahomet. Il existe de vastes débats pour savoir si la sodomie doit être punie, et si oui, comment.

## Terminologie

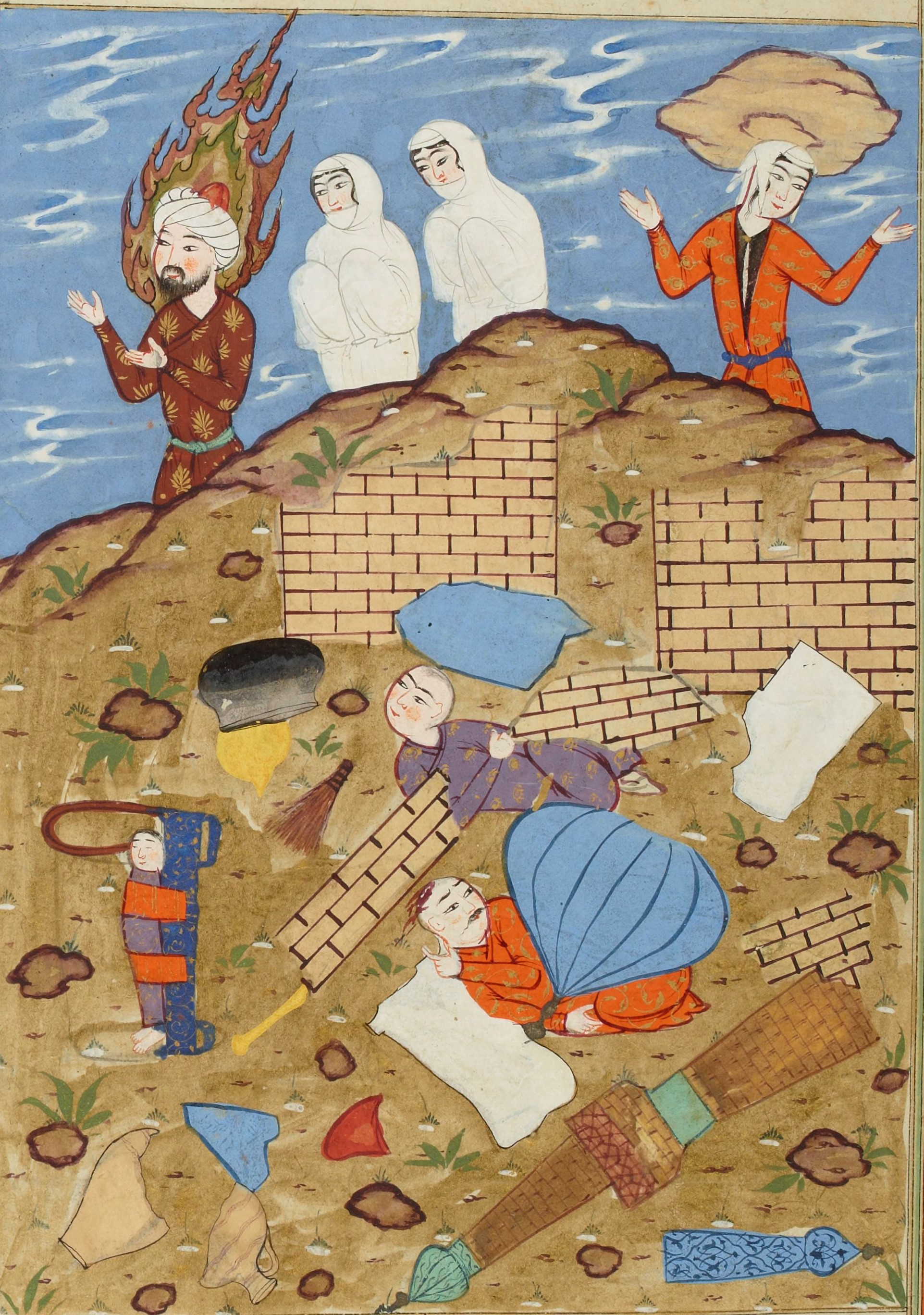
Miniature persane représentant la femme de Loth (en haut à droite) et son mari fuyant Sodome et Gomorrhe.

Le terme de liwat désigne le coït anal masculin comme féminin. Il ne se réfère pas directement à l'amour entre deux hommes. Il n'est pas présent dans le Coran, ni dans la Sunna du prophète,.

## Histoire
Du IXe siècle au XIVe siècle, la sodomie n'est pas pensée comme un péché à part par les juristes de l'islam, qui la voient comme une forme de zina. Bien plus, la sexualité n'est pas comprise à cette époque comme répondant à un quelconque ordre naturel ou divin particulier : elle doit simplement se garder de porter atteinte à la paix sociale ordonnée par la divinité. Ainsi, l'islam classique n'établit pas de criminalisation de l'homosexualité, car cette catégorie ne fait pas partie des représentations sociales de cette époque. En effet, l'homosexualité dans l'islam est plutôt pensée au long de l'histoire à travers d'autres catégories. Lorsqu'elle est réprouvée et sanctionnée à l'ère précoloniale, c'est dans les cas où une féminité masculine est perçue comme une menace pour le patriarcat,,.
Le sujet est davantage abordé les siècles suivants. Au XVe siècle, l'Égyptien Al-Suyūtī se penche sur le sujet. Le XVIIIe siècle — qu'accompagne la renaissance de mouvements religieux, dont le wahhabisme — cherche à enrayer la dissolution des mœurs que l'on désigne alors comme étant responsable de la décadence des sociétés musulmanes. Cette évolution s'accroît aux XIXe et XXe siècles, à partir desquels le discours sur la sodomie reste fortement attaché à l'idée de maladie et, par voie de conséquence, à la mort.

### Hadiths
Selon l'anthropologue et historien Mohammed Mezziane dans Sodomie et masculinité chez les juristes musulmans du IXe au XIe siècle, il n'existe pas de consensus sur un hadith authentique remontant jusqu'à Mahomet sur la sentence de mort pour sodomie.

## Châtiment
Les débats sur le châtiment à appliquer aux sodomites ont cours depuis des siècles au sein de la doctrine, avec des divergences particulièrement selon les hadiths sur la sodomie considérés comme fiables. L'opinion majoritaire considère que le châtiment doit être laissé à l'évaluation au cas par cas. De plus, une branche de la jurisprudence moderne argumente que la sodomie ne devrait pas du tout être considérée comme fautive. Selon Adnan Zulfiqar, la récente réforme du Code pénal de Brunei méconnaît la charia en préconisant des châtiments sévères et fixes pour la sodomie.

## Débats sur l'interdiction du désir homosexuel
Les érudits islamiques du XXIe siècle débattent non seulement de savoir si la pénétration anale est interdite par la divinité, mais aussi sur la question du caractère condamnable du désir et de l'amour entre hommes de manière générale et détachée du coït en lui-même. Un premier courant, dit progressiste, avance que ni la sodomie liwat ni l'amour des hommes ne constitue une quelconque faute. En réaction, une deuxième école réaffirme que la sodomie est interdite. Selon Juliane Hammer, cette réaction vise avant tout à sauvegarder le pouvoir des hommes sur les femmes dans la société.
Interrogé sur la question, Tareq Oubrou, imam de Bordeaux, souligne que les pays sanctionnant actuellement l'homosexualité par la peine de mort répondent d'une mauvaise interprétation des textes sacrés, « sur des hadiths non authentiques ». Pour Oubrou, « aucun texte univoque, authentique, ne fait mention d'une quelconque sanction contre les homosexuels. Éthiquement parlant, le Coran n'admet pas l'homosexualité. Mais le passage de cette condamnation morale à une condamnation juridique n'existe pas ».